# 415
Évszázadok: 4. század – 5. század – 6. század
Évtizedek: 370-es évek – 370-es évek – 380-as évek – 390-es évek – 400-as évek – 410-es évek – 420-as évek – 430-as évek – 440-es évek – 450-es évek – 460-as évek
Évek: 410 – 411 – 412 – 413 –  414 – 415 – 416 – 417 – 418 – 419 – 420

## Események

### Nyugat- és Keletrómai Birodalom
- Honorius (nyugaton) és II. Theodosius (keleten) császárokat választják consulnak.
- Athaulf vizigót király Flavius Constantius nyugatrómai hadvezér zaklatásai és kikötőblokádjai miatt népével együtt Dél-Galliából Északkelet-Hispániába költözik. Gyereke születik feleségétől, a császári családba tartozó Galla Placidiától, aki azonban hamarosan meghal.
- Egy rivális gót klánba tartozó orgyilkos (annak a Sarusnak a híve, akit Athaulf korábban legyőzött és megölt) fürdője közben meggyilkolja Athaulfot. A klán a hagyományokat felrúgva gyorsan királlyá választja Sarus fivérét, Sigericet, aki megöleti Athaulf összes, előző házasságából származó fiát. Hét napos uralkodás után azonban meggyilkolják és a vizigótok Athaulf rokonát, Walliát választják királlyá. Wallia 600 ezer mérő gabonáért cserébe békét köt Honoriusszal és visszaküldi hozzá Gallia Placidiát, Athaulf özvegyét.
- Flavius Constantius elfogja Priscus Attalust, akit a vizigótok korábban kétszer is ellencsászárrá neveztek ki és elküldi Honoriushoz.
- Kürillosz alexandriai pátriárka bezáratja a novatiánus templomokat. Kirillosz és Oresztész egyiptomi prefektus rivalizálni kezdenek egymással a világi hatalomért. Ennek során Kirillosz zavargásokat szít a városban, majd kereszténygyilkosság vádjával minden zsidót kiutasít Alexandriából. Sivatagi remetéket hozat a városba, akik kővel dobálják meg Oresztészt, aki erre egyiküket kivégezteti; a remetét Kirillosz mártírként gyászolja. A Kirillosz által feltüzelt csőcselék kirángatja kocsijából és meglincseli Hüpatiát, a híres filozófusnőt, Oresztész barátját.
- Johannes Cassianus Antiochiából Massiliába költözik, ahol megalapítja a Szt. Victor-kolostort.
- II. Theodosius császár felszentelteti Konstantinápoly új nagytemplomát (ezt fogja majd felváltani a Hagia Sophia). Az előző épület 404-ben égett le az akkori zavargásokban.

### India
- Meghal II. Csandragupta, a Gupta Birodalom harcos uralkodója, aki nyugaton az Indusig, keleten Bengálig terjesztette ki uralmát. Utódja fia, I. Kumaragupta.

## Halálozások
- augusztus 15. – Athaulf, vizigót király
- augusztus 22. – Sigeric, vizigót király
- Alexandriai Hüpatia, neoplatonista filozófus
- Thermantia, Honorius császár felesége
- II. Csandragupta, a Gupta Birodalom uralkodója (bizonytalan időpont)

## Fordítás
- Ez a szócikk részben vagy egészben  a(z)   415 című angol Wikipédia-szócikk ezen változatának fordításán alapul.  Az eredeti cikk szerkesztőit annak laptörténete sorolja fel. Ez a jelzés csupán a megfogalmazás eredetét és a szerzői jogokat jelzi, nem szolgál a cikkben szereplő információk forrásmegjelöléseként.